# 邢恩 (嘉靖進士)
邢恩（1478年—？年），字允承，陕西漢中府南鄭縣人，民籍。

## 生平
治《詩經》，嘉靖元年順天府鄉試第一百三十名舉人，年四十六歲中式嘉靖二年（1523年）癸未科會試第三百九十八名，第三甲第二百十七名進士。历官主事。

## 家族
曾祖邢端，知县。祖父邢恕，医官。父邢继先，州同知。母崔氏；继母熊氏。具庆下。弟澤、霖、雨、經、綸、綰、囗、紳、參、綺、紀。弟邢綸，嘉靖七年戊子科舉人，历官孟津、猗氏县知县、柳州府知府。子邢子深，嘉靖三十一年壬子科舉人，官滦州知州，左迁王府長史。